# Consulente di comunicazione
Il consulente di comunicazione è un professionista specializzato che fornisce consulenza in materia di comunicazione. La sua attività consiste nell'aiutare a definire e sviluppare la propria immagine, identità e reputazione, attraverso la pianificazione e l'implementazione di strategie di comunicazione efficaci.

## Compiti e funzioni
La sua competenza è quella di assistere un'organizzazione (azienda, ente, associazione culturale, politica, sindacale) nella definizione e nell'implementazione di una strategia di comunicazione efficace, nella creazione e nella gestione di relazioni favorevoli con gli stakeholder e nella scelta dei mezzi e delle modalità più appropriate per la trasmissione dei messaggi per promuovere prodotti o servizi; ha alle spalle anni di esperienza di branding, comunicazione e marketing, ma non è solo predisposto per relazioni di tipo commerciale, necessita anche di una mentalità creativa e trasversale.
Le sue mansioni spaziano come project manager, nella gestione delle necessità di comunicazione del cliente, poi tramite un iniziale benchmarking, allo sviluppo di una strategia integrata di comunicazione basata su un concept creativo. Successivamente aiuta l'impresa sulla scelta dei media adatti, creando avvisi pubblicitari e gli strumenti migliori per divulgarli.
L'incontro con il cliente è in genere il primo passo che un consulente di comunicazione deve affrontare prima di ogni progetto. Durante questa prima consultazione, discute le informazioni sui prodotti del cliente o dei suoi servizi, i suoi obiettivi pubblicitari e il suo budget per ottenere una chiara comprensione di tutti i dettagli in modo da definire una strategia di marketing ottimale. Prosegue effettuando una ricerca di mercato del settore merceologico e sul target di riferimento. Ad esempio, se il cliente è un'azienda nel ramo dei detersivi, si chiarirà se i prodotti sono rivolti al settore trade o a quello consumer, questo per stabilire l'impostazione dell'eventuale campagna e i canali di promozione più adatti per raggiungere in modo efficace i potenziali clienti.
Entrambi questi fattori base determinano la strategia di marketing che il consulente impiega.
Dopo aver sviluppato un concept creativo, lavora a dei layout con alcune idee fattibili, declinando il tutto all'utilizzo dei diversi supporti, ad esempio: bozze per l'uscita su una testata specifica di settore o una landing-page sul sito web aziendale, crea riferimenti incrociati sui vari social media, idee per la pubblicità on-line tramite banner e Google adwords, strategie di vendita promozionali, ipotizza spot televisivi, ecc...
Una volta che il progetto è delineato, crea un piano di comunicazione da presentare ai vertici aziendali, spiegando i risultati delle ricerche di mercato e i motivi che hanno portato alla strategia pubblicitaria che ha definito, successivamente il CEO insieme al reparto marketing interno, darà l'ok per la conferma a procedere. Il lavoro a questo punto verrà seguito dal consulente sul campo, che gestirà con esperienza tutti gli attori coinvolti nella comunicazione d'impresa, sia interni che esterni.

## Formazione e competenze
Il consulente di comunicazione deve possedere una solida formazione in comunicazione, marketing e pubbliche relazioni. Inoltre, deve avere una conoscenza approfondita dei diversi strumenti e canali di comunicazione, sia tradizionali che digitali.
Tra le competenze richieste per questa professione, si annoverano la capacità di analisi e di problem solving, la creatività, l'orientamento al risultato e la capacità di lavorare in team.